# Katrin Dröge
Katrin Dröge (* 8. August 1946 in Deutschland) ist eine deutsche Kostümbildnerin.

## Leben und Wirken
Katrin Dröge besuchte die Fachhochschule Hamburg und absolvierte in derselben Stadt ein zweijähriges Volontariat für Bühnenbild am Schauspielhaus. Dort ließ man Dröge nach einer Assistenz unter Paul Seltenhammer auch erste eigene Kostümentwürfe gestalten. Seit 1966 wirkte sie als Kostümbildnerin, seit 1968 in dieser Funktion auch bei Fernsehen und Film. Dröges Arbeitsfelder umfassen neben Theater, Kino und TV-Produktionen auch Musiksendungen (Erkennen Sie die Melodie?) sowie Operetten- und Operninszenierungen. Dröge arbeitete in ihrer fünf Jahrzehnte umfassenden Karriere mit einer Reihe von renommierten Regisseuren zusammen, darunter Helmut Käutner, Rolf von Sydow, Ludwig Cremer, Vojtěch Jasný, Alfred Vohrer und Fritz Umgelter. Anfang der 1980er Jahr kleidete sie zweimal (in Ein Zug nach Manhattan und Es gibt noch Haselnußsträucher) den greisen Leinwandstar Heinz Rühmann ein.
Seit 1983 kann Katrin Dröge für sich in Anspruch nehmen, die wohl weitest gereiste Kostümbildnerin Deutschlands zu sein. Für die Rademann-Produktionen Das Traumschiff und dessen Spin Off Kreuzfahrt ins Glück gestaltete sie Hunderte von Kostümen. Dazu reiste sie an folgende Drehorte (kleine Auswahl) mit: Oman, Burma, Neuseeland, Marokko, Puerto Rico, Botswana, Hawaii, Malediven, San Francisco, Rio de Janeiro, Vietnam, Papua-Neuguinea, Peru, Miami, Arabische Emirate, Korfu, Bora-Bora, Australien sowie an den Amazonas und an den Kilimandscharo. Weitere von ihr mit Kostümen versorgte Fernsehserien mit Sehnsuchtsort-Charakter hießen Insel der Träume und Verschollen in Thailand. Rademanns zweiter großer Serien-Quotengarant der 1980er Jahre, Die Schwarzwaldklinik, wurde gleichfalls von Katrin Dröges Kostümentwürfen bedacht. In späten Jahren wurde sie auch für Rosamunde-Pilcher-Verfilmungen verpflichtet. 2011, dem Jahr, in dem sie das Pensionsalter erreichte, beendete Katrin Dröge ihre Fernsehtätigkeit.

## Filmografie
Fernsehfilme, wenn nicht anders angegeben
- 1969: Tagebuch eines Frauenmörders
- 1973: Die Kriminalerzählung (Serie)
- 1974: Madame Pompadour
- 1978–1980: Ein verrücktes Paar
- 1980: Liebe bleibt nicht ohne Schmerzen
- 1981: Ein Zug nach Manhattan
- 1983: Es gibt noch Haselnußsträucher
- 1983–1986: Weißblaue Geschichten (Serie)
- 1985–1989: Die Schwarzwaldklinik (Serie)
- 1991: Insel der Träume (Serie)
- 1992: Glückliche Reise (Serie)
- 1996: Zwei vom gleichen Schlag
- 1996: Die Geliebte (Serie)
- 1997: Verschollen in Thailand (Serie)
- 1998–2011: Das Traumschiff (Serie)
- 1999: Herz über Bord
- 2000: Lebenslügen
- 2001: Der Held an meiner Seite
- 2002: Verliebt auf Bermuda
- 2003: Hilfe, ich bin Millionär
- 2005: Die Schwarzwaldklinik – Die nächste Generation
- 2005: Die Schwarzwaldklinik – Neue Zeiten
- 2006–2011: Kreuzfahrt ins Glück (Serie)
- 2008: Im Tal der wilden Rosen